# Jeanette Kessler
Jeanette Anne Kessler (* 4. Oktober 1908 in Aberdeenshire; † 18. März 1972 in London) war eine britische Skirennläuferin. Sie ist zweifache Medaillengewinnerin bei Skiweltmeisterschaften.

## Biografie
Die aus Schottland stammende Kessler war Mitglied des Ladies’ Ski Club im schweizerischen Skiort Mürren. In der Frühzeit des Damenskirennsports zu Beginn der 1930er Jahre war sie eine der bestimmenden Athletinnen. Bei den ersten Skiweltmeisterschaften 1931 errang sie im Slalom die Bronzemedaille. Diesen Erfolg konnte sie zwei Jahre später bei den Weltmeisterschaften 1933 in Innsbruck mit einem dritten Platz in der Kombinationswertung wiederholen.
1934 gewann sie beim Arlberg-Kandahar-Rennen in St. Anton die Abfahrt und die Kombination. Bei den Olympischen Winterspielen 1936 in Garmisch-Partenkirchen, wo erstmals alpine Wettbewerbe auf dem Programm standen, wurde sie Achte der Kombinationswertung.
1959 heiratete sie den ehemaligen Skiläufer und Präsidenten verschiedener Skiclubs James Riddell. Mit ihm veröffentlichte sie 1961 den Reiseführer Ski Holidays in the Alps.

## Erfolge

### Olympische Spiele
- Garmisch-Partenkirchen 1936: 8. Kombination

### Weltmeisterschaften
- Mürren 1931: 3. Slalom, 4. Abfahrt
- Innsbruck 1933: 3. Kombination, 4. Slalom, 5. Abfahrt
- St. Moritz 1934: 5. Abfahrt, 5. Kombination, 9. Slalom
- Mürren 1935: 9. Slalom
- Innsbruck 1936: 7. Abfahrt, 7. Kombination, 8. Slalom